# 알마즈드 SC
알마즈드 SC(아랍어: نادي المجد الرياضي)는 다마스쿠스를 연고로 하는 시리아의 축구단이다. 현재 시리아 1부 리그에 참가하고 있다.

## 우승
- 시리아컵 (2): 1961, 1978

## 선수 명단

### 역대
- 자헤르 미다니(2006 ~ 2011)